# Resolució 2428 del Consell de Seguretat de les Nacions Unides
La Resolució 2428 del Consell de Seguretat de les Nacions Unides, fou adoptada el 13 de juliol de 2018. Després d'examinar un informe del Secretari General de les Nacions Unides sobre Sudan del Sud el Consell, preocupat pel fracàs dels líders del Sudan del Sud en posar fi a les hostilitats al país i per les constants violacions de l'acord per la solució del conflicte, va acordar estendre el règim de sancions a Sudan del Sud establertes a la Resolució 2206 (prohibició de viatjar, congelació d'actius i embargament d'armes) fins al 31 de maig de 2019. Alhora, estén la llista d'individus objecte de sancions a Malek Reuben Riak Rengu i Paul Malong Awan, antic cap i sotscap d'estat major de l'Exèrcit del Sudan del Sud.
La resolució fou aprovada per 9 vots a favor i cap en contra, amb sis abstencions (Bolívia, Xina, Guinea Equatorial, Etiòpia, Kazakhstan i Rússia).